# Quatrième guerre lituano-moscovite
Guerres lituano-moscovites
La guerre lituano-moscovite de 1512-1522 (également connue sous le nom de « guerre de Dix Ans ») est un conflit militaire opposant le Grand-Duché de Lituanie et la Grande Principauté de Moscou pour le contrôle des terres frontalières russes,.

## Causes
Au cours des deux guerres précédentes, la Moscovie n'était pas parvenue à concrétiser son objectif de récupérer tout « l'héritage de Kiev » – les terres de la Principauté de Smolensk, de la Principauté de Polotsk et de la Principauté de Kiev. Le Grand-Duché de Lituanie n'avait quant à lui pas accepté les résultats de ces guerres – la perte de certaines de ses terres orientales. Les tensions et le mécontentement était grands et, à la fin de l'année 1512, une nouvelle guerre éclate entre les deux États. La raison immédiate en étaient les négociations entre les Tatars de Crimée et les Lituaniens et l'attaque des Tatars de Crimée en mai 1512 sur les principautés de la Haute-Oka.

## La guerre

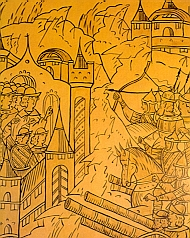
Le siège de Smolensk de Vassili III.

La Moscovie accusait les Lituaniens d'inciter le khanat de Crimée à s'installer sur les terres russes et organisa en novembre de la même année une campagne contre Polotsk et Smolensk.
Les troupes moscovites se retirèrent assez vite de Polotsk, mais elles restèrent près de Smolensk jusqu'en mars 1513, après quoi le siège fut levé. En juin 1513, les troupes moscovites lancèrent une offensive dans quatre directions afin de s'emparer de Smolensk, Polotsk, Vitebsk et Orcha.
Les combats se poursuivirent jusqu'en novembre et se soldèrent par une défaite pour Moscou. Fin mai 1514, les troupes moscovites lancent une troisième offensive sur Smolensk. Malgré la défense réussie de la ville, une partie de l'aristocratie et du clergé locaux se rallièrent à Moscou, ce qui conduisit à la capitulation de Smolensk le 31 juillet 1514. Bientôt, les régiments moscovites capturèrent Mstislaw, Krytchaw et Doubrowna. Cependant, le 8 septembre 1514, près d'Orcha, l'armée lituanienne (30 000 hommes, sous le commandement du hetman Konstanty Ostrogski) battit l'armée moscovite (40 000 soldats, sous le commandement du prince I. Tcheliadnine). Bientôt, la Lituanie réussit à recouvrer Mstislaw, Krytchaw et Doubrowna. Dans le même temps, les Lituaniens et les Tatars de Crimée menèrent plusieurs attaques en Sévérie.
Cependant, Smolensk resta sous la domination de Moscou. Au début 1515, les Lituaniens, avec les Tatars de Crimée, relancèrent une attaque sur les terres de Sévérie. Plus tard, les régiments moscovites marchèrent près de Roslavl, Polotsk, Vitebsk et Mstislaw, et les Lituaniens opéraient près de Velikié Louki.
En septembre 1517, les pourparlers de paix débutent à Moscou, cependant, que les hostilités se poursuivent. En octobre, l'armée lituanienne tente en vain de capturer Opotchka. À l'été 1518, les dirigeants moscovites tentent de reprendre les hostilités à grande échelle contre la Lituanie. Leurs troupes attaquent alors Polotsk, Vitebsk, et Sloutsk. La victoire revient toutefois aux Lituaniens.
L’année suivante, la Moscovie répéta l’offensive avec une force accrue. Depuis Pskov, Smolensk et Starodoub, ses régiments attaquèrent Polotsk, Vitebsk, Orsha, Moguilev, Minsk, Kreva, Achmiany et Maladetchna. En février 1520, les troupes moscovites attaquèrent de nouveau Polotsk et Vitebsk. Le cosaque Ostap Dashkevytch lance une attaque contre la Crimée.

## Conséquences
Le 2 septembre 1520, une trêve fut signée à Moscou pour six mois, et le 25 décembre 1522, une nouvelle trêve fut établie pour cinq ans. Smolensk demeure à la Moscovie. Le grand-duc de Moscou Vassili III Ivanovitch a refusé l'échange de prisonniers.